# 894

## Narození
- ? – Ema Francouzská, západofranská královna († 2. listopadu 934)

## Úmrtí
- ? – Svatopluk I., Velkomoravský kníže

## Hlavy státu
- České knížectví – Spytihněv I.
- Velkomoravská říše – Svatopluk I. – Mojmír II.
- Papež – Formosus
- Anglie – Alfréd Veliký
  - Mercie – Æthelred
- Skotské království – Donald II.
- Východofranská říše – Arnulf Korutanský
- Západofranská říše – Odo Pařížský
- Uherské království – Almoš nebo Arpád
- První bulharská říše – Symeon I.
- Kyjevská Rus – Oleg
- Byzanc – Leon VI. Moudrý
- Svatá říše římská – Kvído ze Spoleta